# ムーサ (小惑星)
ムーサ (600 Musa) は小惑星帯に位置する小惑星である。マサチューセッツ州タウントンでジョエル・ヘイスティングス・メトカーフによって発見された。
ギリシア神話に登場する文芸の女神ムーサにちなんで命名された。